# Epistominidae
Epistominidae es una familia de foraminíferos bentónicos de la superfamilia Ceratobuliminoidea, del suborden Robertinina y del orden Robertinida. Su rango cronoestratigráfico abarca desde el Jurásico inferior hasta la Actualidad.

## Clasificación
Epistominidae incluye a las siguientes subfamilias y géneros:
- Subfamilia Epistomininae
  - Epistomina †
  - Epistominita †
  - Hoeglundina
  - Mironovella †
  - Pseudoepistominella †
  - Rectoepistominoides †
- Subfamilia Garantellinae
  - Garantella †
  - Sublamarckella †
- Subfamilia Epistominoidinae
  - Epistominoides †

Otros géneros considerados en Epistominidae son:
- Brotzenia † de la subfamilia Epistomininae, considerado subgénero de Epistomina, es decir, Epistomina (Brotzenia), y aceptado como Epistomina
- Hiltermannia † de la subfamilia Epistomininae, aceptado como Epistomina
- Kaptarenkoella † de la subfamilia Epistomininae,, aceptado como Epistomina
- Voorthuysenia † de la subfamilia Epistomininae, considerado subgénero de Epistomina, es decir, Epistomina (Voorthuysenia), y aceptado como Epistomina